# Ижицкий, Валерий Петрович
Ижицкий Валерий Петрович (род. 17 сентября 1951 года, Горловка, Донецкая область, УССР, СССР) — российский общественный и политический деятель. Депутат Костромской областной Думы I, II, III, IV, V, VI-го созывов. Председатель Костромской областной Думы III созыва (27 декабря 2000 — 4 декабря 2005).

## Биография
В августе 1968 года устроился работать на горловскую шахту № 5 им. Ленина сначала учеником, затем — слесарем компрессоров. После завершения обучения в Костромском педагогическом институте им. Некрасова в 1974 году, где он получил специальность «Учитель истории и обществоведения, методист пионерской и комсомольской работы», начал работать учителем истории в школе поселка Полдневица Костромской области. Позже — ассистент кафедры теории и методики воспитательной работы. В 1981 году поступил в аспирантуру Академии педагогических наук, где защитил диссертацию «Развитие личности старшеклассника». 
С 1984 года работает в Костромском пединституте ассистентом, преподавателем, а затем доцентом кафедры теории и методики воспитательной работы. С 1991 года — завкафедрой педагогики института.

## Политическая карьера
С 1990 по 1991 год находился на должности первого секретаря Костромского горкома КПСС. С 1992 года — секретарь Костромского областного комитета КПРФ. 13 марта 1994 года был избран одним из 15 депутатов областной Думы первого созыва. На выборах 28 марта 1996 года стал депутатом облдумы второго созыва, а затем — заместителем её председателя.
10 декабря 2000 года становится депутатом Костромской областной Думы третьего созыва. На первом её заседании избран председателем этого областного представительного органа власти. В дальнейшем, избирался депутатом Костромской областной думы в 2005 (IV-й созыв, заместитель председателя областной Думы), 2010 (V-й созыв, председатель комитета по регламенту и депутатской деятельности), 2015 (VI-й созыв) годах. 

## Личная жизнь
Женат. Имеет двух сыновей.